# Mike Boryla
Michael Jay Boryla (Rockville Centre, 6 marzo 1951) è un ex giocatore di football americano statunitense che ha giocato nel ruolo di quarterback nella National Football League (NFL). Al college giocò a football alla Stanford University.

## Carriera professionistica
Boryla fu scelto nel corso del quarto giro (87º assoluto) del Draft NFL 1974 dai Cincinnati Bengals, venendo però subito scambiato coi Philadelphia Eagles. Nel Pro Bowl del 1976 lanciò due passaggi da touchdown nei minuti finali della gara, dando la vittoria alla NFC per 23-20. L'ultima stagione della carriera la passò nel 1978 con i Philadelphia Eagles.

## Vittorie e premi
- Convocazioni al Pro Bowl: 1

1975

## Statistiche
| Yard passate  | 2.838 |
| Touchdown     | 20    |
| Intercetti    | 29    |
| Passer rating | 58,1  |